# بريتاني رايموند
بريتاني رايموند هي ممثلة كندية، ولدت في 24 فبراير 1995 في كندا.

## وصلات خارجية
- بريتاني رايموند على موقع IMDb (الإنجليزية)
- بريتاني رايموند على موقع قاعدة بيانات الفيلم (الإنجليزية)